# Hamdan Qarmat
Hamdan Qarmat Ibn al-Ach'ath (ḥamdān qarmaṭ al-aša`ṯ حمدان قرمط بن الاشعث) (???- entre 891 et 906) est le fondateur de la secte des Qarmates, un courant dissident de l’ismaélisme, auquel il a donné son nom.
Son surnom Qarmat pourrait venir du terme karmitha (ou karmutha), « villageois », propre à la région et est peut-être d’origine non-arabe. L’interprétation arabophone le rapproche du verbe qarmata « marcher avec des pas rapprochés » ; il a aussi été envisagé qu’il pourrait s’agir d’un surnom araméen (« jambes courtes » ou « yeux rouges »).
Selon la tradition, il était originaire de Koufa dans l’actuel Irak. Laboureur révolté contre les injustices sociales de l’empire abbasside, il aurait été converti à l’ismaélisme en 874 par le dai (missionnaire) Hussain al-Ahwazi. À la mort de ce dernier, il reprend sa mission avec pour assistants son beau-frère Abdan bin al-Rabit, qui rédigera leurs premiers textes, et Zikrawayh bin Muhrawayh (زكرويه بن مهروي). Il prêche avec un succès certain dans la région de Koufa. Entre 886 et 894, il envoie Abû sa`yid al-Jannabi (???-913) en mission vers le Yémen et Bahreïn, futur siège de l’État qarmate.
Communiquant avec le centre du mouvement ismaélien uniquement par lettres, et du fait de la culture du secret entretenue par la crainte de la répression abbasside, c'est vers 890 seulement qu’il a connaissance des prétentions du fatimide al-Mahdi au califat, qu’il refuse d’accepter : de là date la rupture du mouvement avec les fatimides ismaéliens.
Il disparait peu après lors d’un voyage vers Kalwadha près de Bagdad dont il ne revient pas. Son beau-frère Abdan lui succéda à la tête du mouvement quarmate.